# Kataw-Iwanowsk
Kataw-Iwanowsk (russisch Катав-Ивановск) ist eine Stadt in der Oblast Tscheljabinsk (Russland) mit 17.630 Einwohnern (Stand 14. Oktober 2010).

## Geografie
Die Stadt liegt an der Westflanke des Südlichen Ural etwa 320 km südwestlich der Oblasthauptstadt Tscheljabinsk an der Kataw, einem linken Nebenfluss der Jurjusan im Flusssystem der Kama.
Kataw-Iwanowsk ist der Oblast administrativ direkt unterstellt und zugleich Verwaltungszentrum des gleichnamigen Rajons.
Die Stadt ist über eine 37 Kilometer lange Zweigstrecke mit Jurjusan sowie der Station Wjasowaja (Streckenkilometer 1818 ab Moskau) des südlichen Zweiges der Transsibirischen Eisenbahn Moskau–Samara–Tscheljabinsk–Omsk verbunden.

## Geschichte
Kataw-Iwanowsk entstand 1757 im Zusammenhang mit der Errichtung des Eisenwerkes Kataw-Iwanowski Sawod durch die Kaufleute Iwan Twerdyschew und Iwan Mjasnikow, aus deren Vornamen sich der Zusatz zum Namen des Flusses in der Bezeichnung des Werkes und des Ortes ergab. Am 27. August 1939 erhielt der Ort Stadtrecht.

## Bevölkerungsentwicklung
| Jahr | Einwohner |
| ---- | --------- |
| 1939 | 14.273    |
| 1959 | 20.573    |
| 1970 | 20.188    |
| 1979 | 22.795    |
| 1989 | 24.972    |
| 2002 | 20.162    |
| 2010 | 17.630    |

Anmerkung: Volkszählungsdaten

## Kultur und Sehenswürdigkeiten
In der Stadt gibt es seit 1975 ein Heimatmuseum, das sich heute auf dem ehemaligen Anwesen der Adelsfamilie Beloselski-Beloserski befindet, welcher das ortsbildende Eisenwerk vom Ende des 18. bis zum Ende des 19. Jahrhunderts gehörte. Thema des Museums ist auch der Dekabristenaufstand, da aus der Adelsfamilie Mitglieder daran beteiligt waren.
Im Ort ist die Kirche Johannes' des Täufers (Церковь Иоанна Предтечи/ zerkow Ioanna Predtetschi) von 1824 erhalten.

## Wirtschaft
In Kataw-Iwanowsk gibt es eine Maschinenfabrik mit Gießerei, eine Zementfabrik und eine Gerätefabrik (Schiffsausrüstungen).

## Persönlichkeiten
- Alexander Krawtschenko (* 1973), Skilangläufer